# Граденицы
Граденицы (укр. Градениці) — село, относится к Беляевскому району Одесской области Украины.
Население по переписи 2001 года составляло 4668 человек. Почтовый индекс — 67640. Телефонный код — 4852. Занимает площадь 10,06 км². Код КОАТУУ — 5121082001.

## Местный совет
67640, Одесская обл., Беляевский р-н, с. Граденицы, ул. Шевченко, 2.